# Mosinee (condado de Marathon, Wisconsin)
Mosinee es un municipio (en inglés, town) del condado de Marathon, Wisconsin, Estados Unidos. Tiene una población estimada, a mediados de 2021, de 2244 habitantes.

## Geografía
El municipio está ubicado en las coordenadas 44°49′5″N 89°45′28″O / 44.81806, -89.75778. Según la Oficina del Censo de los Estados Unidos, tiene una superficie total de 99.5 km², de la cual 96.5 km² corresponden a tierra firme y 3.0 km² son agua.

## Demografía
Según el censo de 2020, en ese momento había 2216 personas residiendo en la zona. La densidad de población era de 23 hab./km². El 94.54% de los habitantes eran blancos, el 0.50% son afroamericanos, el 0.23% eran amerindios, el 0.77% eran asiáticos, el 0.63% eran de otras razas y el 3.34% son de una mezcla de razas. Del total de la población, el 1.25% eran hispanos o latinos de cualquier raza.